# ギャラクティックウォーリアーズ
『ギャラクティックウォーリアーズ』（Galactic Warriors）は、1985年に当時のコナミ（現・コナミアミューズメント）から発売されたアーケード用アクションゲームである。
『ツインビー』や『グラディウス』と同じバブルシステム上で動く。

## 概要
プレイヤーは装備する武器の異なる3体のロボット（後述）の中から1体を選びそれを操作し、各惑星にいる他のロボットを破壊する事が目的となる。操作は8方向レバーと攻撃、防御、武器選択の3つのボタンを使って行う。全6ステージで、中には無重力になるため独特の操作感覚となるステージもある。格闘ゲームの原型的要素を持つ作品。
音楽面ではBGMがしばしばテレビ番組などで流されたり、CD『コナミ・ゲーム・ミュージック Vol.2』（CD『KONAMI GM HITS FACTORY I』に再録）にてアレンジされたりしている。
二人プレイは筐体設定により、交互に対コンピュータ戦をプレイする協力プレイモードか、お互いが3体のプレイヤー用ロボットから1体を選んで戦う対人戦プレイモードにすることができ、後者の場合は操作キャラクターを選択する対戦型格闘ゲームの先駆けと言える。

## 自機
サムソン
剣士風のフォルムが特徴の機体。斬撃がメイン。2周目以降は槍も使用可能。
ポセイドン
手足を伸ばしての攻撃が特徴の機体。
ガイア
ほぼ完全に女性型の機体。胸からミサイルを発射し、2周目以降は膝からもミサイルが発射可能。